# Fedechar

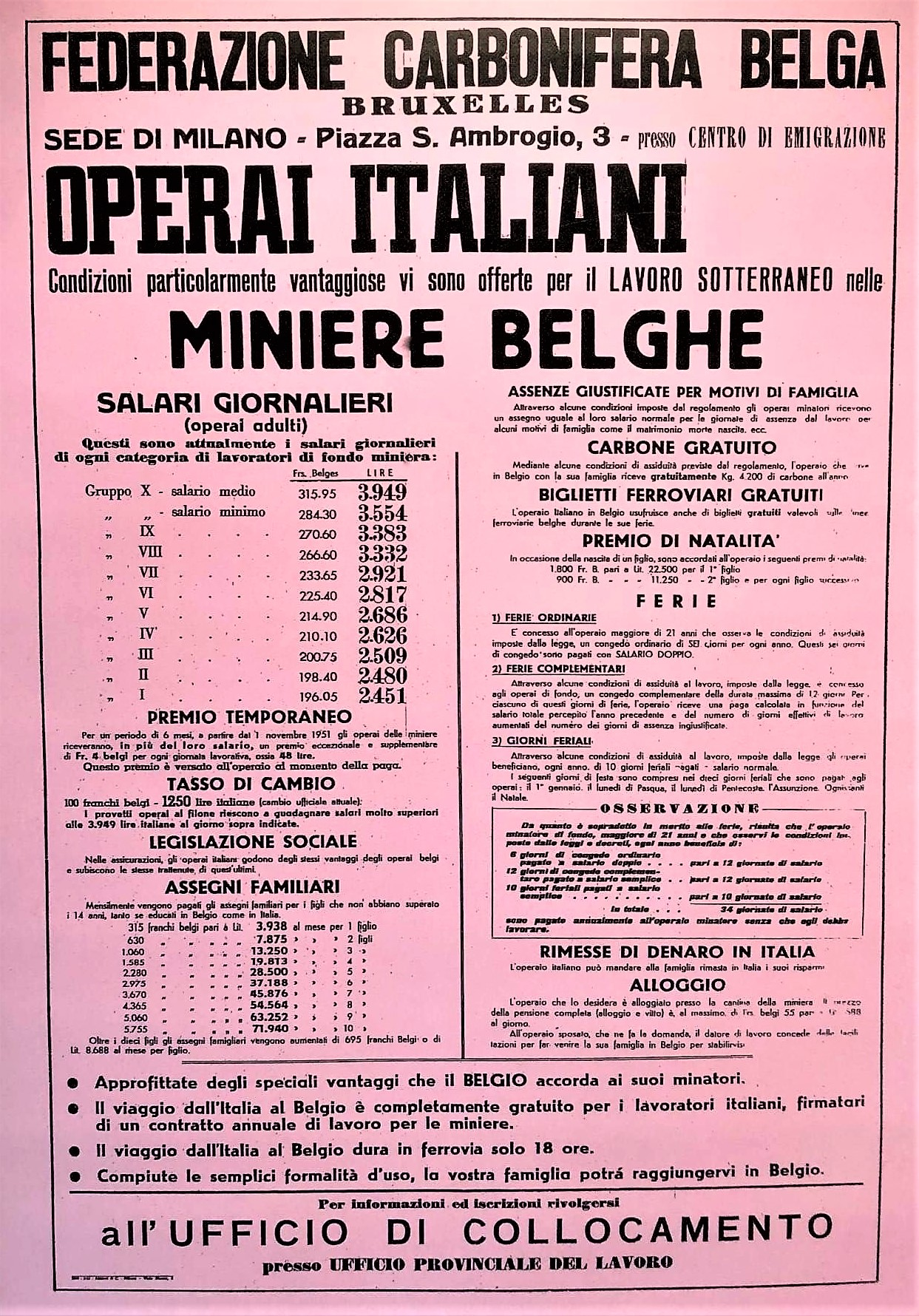
Italiaanse rekruteringsaffiche van Fedechar (1946)

Fedechar (Fédération charbonnière de Belgique) was van 1918 tot 1993 de belangenvereniging van de Belgische steenkoolbedrijven.

## Geschiedenis
In 1877 was het Comité général de l’industrie charbonnière opgericht als drukkingsgroep voor de Belgische kolenindustrie. Dit comité werd in 1909 opgevolgd door de Fédération des associations charbonnières de Belgique.
Een reorganisatie volgde na het einde van de Eerste Wereldoorlog. Op 11 december 1918 richtten 24 steenkoolbedrijven een coöperatieve vennootschap op. Deze Groupement charbonnier belge kreeg vanaf 1921 de naam Fédération des charbonnages de Belgique.
Bij een volgende reorganisatie in 1926 werd de federatie heropgericht als vzw onder de naam Fédération des Associations charbonnières de Belgique. Vanaf 1953 ging men spreken over de Fédération charbonnière de Belgique.

## Belang
Van het interbellum tot eind jaren 70 was Fedechar een voorname gesprekspartner van binnen- en buitenlandse overheden. In haar zoektocht naar goedkope arbeidskrachten speelde de organisatie een belangrijke rol in het aantrekken van immigranten naar België. In april 1963 opende ze rekruteringskantoren in Casablanca en Ankara. De wervingspolitiek van Fedechar heeft in grote mate de etnische mix van België bepaald.
Fedechar was lid van tal van organisaties, waaronder:
- de Nationale Gemengde Commissie der Mijnen (sociaal overleg);
- de Driepartijdige Commissie voor Vreemde Arbeidskrachten;
- de Nationale Raad voor de Steenkolennijverheid.

De vereniging gaf ook een tijdschrift uit, Industrie Charbonnière. Haar zetel was gevestigd op de Kunstlaan 31 in Brussel.
Naast Fedechar bestond voorts een verkoopskartel, Cobechar (Comptoir Belge des Charbons S.C. - Belgisch Kolenbureau S.V., 1929-1983).

## Voetnoten
1. ↑  Tom Naegels, Nieuw België, 1944-1978. Een migratiegeschiedenis, 2021, p. 205